# Kinià-Abiz
Kinià-Abiz (en rus: Кинья-Абыз) és un poble de Baixkíria, a Rússia, que en el cens del 2010 tenia 147 habitants. Pertany al districte de Iermolàievo.